# Neuenhähnen
Neuenhähnen ist eine Ortschaft in der Stadt Waldbröl im Oberbergischen Kreis im südlichen Nordrhein-Westfalen Deutschland innerhalb des Regierungsbezirks Köln.

## Lage und Beschreibung
Das Dorf liegt etwa 7,7 km vom Stadtzentrum entfernt.

## Geschichte

### Erstnennung
1684 wurde der Ort das erste Mal urkundlich erwähnt.
Schreibweise der Erstnennung: Neuenhähnen